# Village de liberté
Les villages de liberté sont des villages mis en place en Afrique-Occidentale française de 1887 à 1910, officiellement pour recueillir des esclaves fugitifs après l'abolition de l'esclavage, mais en réalité utilisés comme viviers de main d'œuvre forcée par l'administration française.

## Ampleur
10 000 à 12 000 affranchis ont été accueillis dans ces 75 villages, dont la majorité se situent dans l'actuel Mali.